# Gary Lockwood
Gary Lockwood (Los Angeles, 21 februari 1937) is een Amerikaans acteur. Hij heeft ongeveer veertig filmrollen en bijna tachtig gastrollen in televisieseries gespeeld.

## Biografie
Lockwood begon zijn carrière als body double voor Anthony Perkins. Hij maakte zijn acteerdebuut in 1959 in de film Warlock. In het begin van de jaren zestig speelde Lockwood hoofdrollen in de televisieseries Follow the Sun (1961-1962) en The Lieutenant (1963-1964), waarin hij de titelrol vertolkte.
In 1965 speelde hij een rol in Kraft Suspense Theatre. Met zijn tegenspeelster in deze serie, Sally Kellerman, werkte hij in datzelfde jaar opnieuw samen in Where No Man Has Gone Before, de tweede pilotaflevering van Star Trek.
Een van zijn meest bekende rollen is die van Dr. Frank Poole in 2001: A Space Odyssey, geregisseerd door Stanley Kubrick.
Van 1966 tot 1972 was Lockwood getrouwd met actrice Stefanie Powers. In 1969 speelde het koppel samen in een aflevering van Love, American Style. Na hun scheiding werkten ze in 1983 opnieuw samen, toen Lockwood een gastrol speelde in de serie Hart to Hart, waarin Powers een hoofdrol in speelde.
Tussen 1985 en 1994 speelde hij vier keer een gastrol in de serie Murder, She Wrote.
Lockwood is de vader van actrice Samantha Lockwood.

## Selectie filmografie
- Wild in the Country (1961)
- The Magic Sword (1961)
- It Happened at the World's Fair (1963)
- Star Trek, aflevering Where No Man Has Gone Before (1965)
- Firecreek (1968)
- They Came to Rob Las Vegas (1968)
- 2001: A Space Odyssey (1968)
- Model Shop (1969)
- RPM (1970)
- Earth II (1971)
- Project Kill (1976)
- The Quest (1976)
- The Ghost of Flight 401 (1978)
- The Incredible Journey of Doctor Meg Laurel (1978)
- The Top of the Hill (1980)
- Hart to Hart, aflevering Emily by Hart (1983)
- Emergency Room (1983)
- The Fall Guy, aflevering King of the Cowboys (1984)
- The Wild Pair (1987)
- Terror in Paradise (1990)
- Night of the Scarecrow (1995)
- Dark Skies, aflevering The Warren Omission (1997)

- Biblioteca Nacional de España: XX1649704
- Bibliothèque nationale de France: cb14038687t (data)
- Gemeinsame Normdatei: 133575853
- International Standard Name Identifier: 0000 0001 2148 7290
- Library of Congress Control Number: n88240616
- Nationale Bibliotheek van Tsjechië: xx0158913
- Nationale Bibliotheek van Israël: 987007444723405171
- Nederlandse Thesaurus van Auteursnamen: 390955124
- SNAC: w6px02jb
- Système universitaire de documentation: 130236195
- Virtual International Authority File: 117439855
- WorldCat: E39PBJxWRmdpBr3X8YbRtGcdcP